# Live at Pompeii (album, David Gilmour)
Live at Pompeii je koncertní album britského kytaristy a zpěváka David Gilmoura, které bylo vydáno v září 2017.

## Historie
Album bylo natočeno v červenci 2016 v rámci Gilmourova turné Rattle That Lock Tour během dvou koncertů, které se odehrály ve starověkém amfiteátru v Pompejích. Na tomto místě natočila v roce 1971 Gilmourova původní skupina Pink Floyd film Pink Floyd v Pompejích. Gilmourova vystoupení v roce 2016 se stala vůbec prvními rockovými koncerty s diváky, které na tomto místě proběhly.
Album bylo vydáno v klasické formě dvojCD a také jako čtyřLP. Kromě toho byl natočen i koncertní film, jenž vyšel jako 2DVD a také na BD. Speciální edice zahrnuje v boxsetu 2CD, BD a navíc bonusové BD.
Koncertní film (režie Gavin Elder) byl promítán 13. září 2017 ve vybraných kinech po celém světě, v Česku pod názvem David Gilmour v Pompejích.

## Seznam skladeb
| Disk 1 | Disk 1                   | Disk 1                         | Disk 1         | Disk 1                           | Disk 1 |
| Pořadí | Název                    | Hudba                          | Text           | Původní album                    | Délka  |
| ------ | ------------------------ | ------------------------------ | -------------- | -------------------------------- | ------ |
| 1.     | 5 A.M.                   | Gilmour                        | instrumentální | Rattle That Lock (2015)          | 3:13   |
| 2.     | Rattle That Lock         | Gilmour, Boumendil             | Samson         | Rattle That Lock (2015)          | 5:23   |
| 3.     | Faces of Stone           | Gilmour                        | Gilmour        | Rattle That Lock (2015)          | 6:00   |
| 4.     | What Do You Want from Me | Gilmour, Wright                | Samson         | The Division Bell (1994)         | 4:30   |
| 5.     | The Blue                 | Gilmour                        | Samson         | On an Island (2006)              | 6:33   |
| 6.     | The Great Gig in the Sky | Wright                         | instrumentální | The Dark Side of the Moon (1973) | 6:02   |
| 7.     | A Boat Lies Waiting      | Gilmour                        | Samson         | Rattle That Lock (2015)          | 4:55   |
| 8.     | Wish You Were Here       | Waters, Gilmour                | Waters         | Wish You Were Here (1975)        | 5:18   |
| 9.     | Money                    | Waters                         | Waters         | The Dark Side of the Moon (1973) | 8:13   |
| 10.    | In Any Tongue            | Gilmour                        | Samson         | Rattle That Lock (2015)          | 7:47   |
| 11.    | High Hopes               | Gilmour                        | Samson         | The Division Bell (1994)         | 9:31   |
| 12.    | One of These Days        | Waters, Gilmour, Wright, Mason | instrumentální | Meddle (1971)                    | 6:32   |

| Disk 2         | Disk 2                                  | Disk 2                         | Disk 2          | Disk 2                             | Disk 2 |
| Pořadí         | Název                                   | Hudba                          | Text            | Původní album                      | Délka  |
| -------------- | --------------------------------------- | ------------------------------ | --------------- | ---------------------------------- | ------ |
| 1.             | Shine On You Crazy Diamond              | Gilmour, Wright, Waters        | Waters          | Wish You Were Here (1975)          | 12:32  |
| 2.             | Fat Old Sun                             | Gilmour                        | Gilmour         | Atom Heart Mother (1970)           | 6:05   |
| 3.             | Coming Back to Life                     | Gilmour                        | Gilmour         | The Division Bell (1994)           | 7:18   |
| 4.             | On an Island                            | Gilmour                        | Gilmour, Samson | On an Island (2006)                | 7:01   |
| 5.             | Today                                   | Gilmour                        | Samson          | Rattle That Lock (2015)            | 6:40   |
| 6.             | Sorrow                                  | Gilmour                        | Gilmour         | A Momentary Lapse of Reason (1987) | 10:50  |
| 7.             | Run Like Hell                           | Gilmour, Waters                | Waters          | The Wall (1979)                    | 7:16   |
| 8.             | Time“ / „Breathe (In the Air) (reprise) | Mason, Waters, Wright, Gilmour | Waters          | The Dark Side of the Moon (1973)   | 6:45   |
| 9.             | Comfortably Numb                        | Gilmour, Waters                | Waters          | The Wall (1979)                    | 9:59   |
| Celková délka: | Celková délka:                          | Celková délka:                 | Celková délka:  | Celková délka:                     | 147:52 |

## Obsazení
- David Gilmour – elektrické kytary, akustické kytary, klasická kytara, konzolová steel kytara, zpěv, činely (ve skladbě „One of These Days“), pískání (ve skladbě „In Any Tongue“)
- Chester Kamen – elektrické kytary, akustické kytary, dvanáctistrunná kytara, doprovodné vokály, harmonika (ve skladbě „The Blue“)
- Guy Pratt – baskytary, kontrabas, doprovodné vokály, zpěv (ve skladbě „Run Like Hell“)
- Greg Phillinganes – klavír, klávesy, doprovodné vokály, zpěv (ve skladbě „Time“)
- Chuck Leavell – klavír, klávesy, akordeon, doprovodné vokály, zpěv (ve skladbě „Comfortably Numb“)
- Steve DiStanislao – bicí, perkuse, doprovodné vokály, wind machine (ve skladbě „One of These Days“)
- João Mello – saxofony, klarinet, klávesy (ve skladbě „The Blue“), akustická kytara (ve skladbě „In Any Tongue“)
- Bryan Chambers – doprovodné vokály, perkuse, zpěv (ve skladbách „In Any Tongue“ a „The Great Gig in the Sky“)
- Lucita Jules – doprovodné vokály, zpěv (ve skladbě „The Great Gig in the Sky“)
- Louise Clare Marshall – doprovodné vokály, perkuse, zpěv (ve skladbě „The Great Gig in the Sky“)